# بحيرة قفصة
بحيرة قفصة هي بحيرة ظهرت في ظروف غامضة في يوليو 2014 في ولاية قفصة في الجنوب الغربي في تونس.

## الموقع
تقع البحيرة على بعد 25 كم من مدينة قفصة، وتقع على طريق أم العرائس، في موقع يسمى إفاث.

## المواصفات
حسب تونيزيا دايلي (Tunisia Daily): «حجمها الجملي يقدر بمليون متر مكعب على مساحة 1 هكتار، وعمقها يتراوح بين 10 و18 متر». وكذلك حسب هدة الصحيفة أيضا، تم تسمية هذا الموقع «بحيرة قفصة» (Lac de Gafsa) و«قفصة بيتش» (Gafsa Beach) لأنه منذ اكتشافها أصبحت مكانا للسباحة، وهو ما يشكل خطرا على الصحة حسب الصحفي أصيل الجهة لخضر صويد لأنها موجودة في جهة مليئة بالفوسفات التي تكون بقاياه مليئة بالنشاط الإشعاعي. (معطيات خاطئة) 

أغلقت السلطات هذه البحيرة بعد عدة أسابيع من اكتشافها لكونها تسبب خطرا على مرتاديها.

## مقالات ذات صلة
- بحيرة
- قائمة بحيرات وسباخ وشطوط تونس

## روابط خارجية
- فيديو للبحيرة.